# Хьюитсон, Уильям Чепмэн
Уильям Чепмэн Хьюитсон (англ. William Chapman Hewitson) — английский энтомолог.
Хьюитсон вырос в Йорке. Получил образование землемера, но потом всецело посвятил себя естествознанию, занимаясь преимущественно лепидоптерологией. Хьюитсон напечатал «British Zoologie» (1831), для которой исследовал шотландские острова и берега Норвегии, «The genera of diurnal Lepidoptera» (1846); «Exotic butterflies» (с 1852 г. выпусками через 3 месяца), «Illustrations of diurnal lepidoptera» (1862). Коллекция экзотических бабочек, принадлежавшая Хьюитсону, считалась лучшей и заключала более 4 000 видов.
После получения богатого наследства (и по состоянию здоровья) он оставил работу и посвятил себя естественным наукам. Жил в Бристоле и Хампстеде, а с 1848 года — в своём новом загородном поместье Оутлендс Парк в Суррее.
Хьюитсон был богатым коллекционером насекомых (бабочек, жуков), а также птиц и птичьих яиц. Его коллекция бабочек (особенно бабочек) была одной из самых обширных для своего времени, экземпляры для неё собирали натуралисты со всего мира. Также был талантливым иллюстратором своих коллекций. Свои коллекции он завещал Музею естественной истории. Его библиотека была передана Обществу естественной истории Ньюкасла, членом которого он являлся, а также завещал большую сумму Институту Мюллера в Бристоле. Помимо книг по бабочкам, он также опубликовал книги по птичьим яйцам. В 1848 году женился, но вскоре овдовел и не оставил детей.